# Церква Сен-Мадлен (Париж)
Церква Сен-Мадлен (фр. l'église de la Madeleine) — церква Святої Марії Магдалини в столиці Франції місті Парижі.

## Розташування та опис
Церква розташована у 8-му окрузі Парижа на площі Марії Магдалини, що вписана у ансамбль бі́льшого (центрального) міського майдану — Площі Згоди.
Разом з рештою будівель площі Церква Сен-Мадлен являє яскравий взірець архітектури французького класицизму.
За архітектурним стилем церква нагадує античний храм.
Параметри Церкви Сен-Мадлен:
- довжина — 108 м;
- ширина — 43 м;
- по периметру розташовані 52 колони коринфського ордеру (кожна заввишки 19,5 м), що повністю оточують споруду;

Церква освітлюється за рахунок склепіння. На відміну від інших церков Церква Сен-Мадлен не має ані трансепту, ні бічних вікон.

## З історії церкви
Історія зведення церкви розтягнулася на 85 років з причини політичної нестабільності Франції наприкінці XVIII — перших десятиліть XIX століття. Будівництво стартувало за короля Людовика XV, на честь якого влаштовували Площу Згоди та оточуючий простір, і який власноруч заклав перший камінь під майбутню церкву. У 1720 році парафія придбала землю, на якій заснувала цвинтар Мадлен.
Спершу проєкт Церкви скидався на Дім Інвалідів, тобто хрестоподібну споруду з великим куполом.
Але оскільки імператор Наполеон зажадав, щоб церква була присвячена перемогам його армії, проєкт Церкви був переглянутий архітектором Віньйоном, але поразка у Франко-російській війні (1812) спричинило те, що храм 1837 року переробили на залізничний вокзал (перший у Парижі), а до первинного призначення будівлі повернулись вже 1845 року.